# تور دي روفيري
تورّي دي روفيري (بيرغاموسك): Lombard: Tór de Róer) هي بلدية (بلدية) تقع في مقاطعة بيرغامو ضمن الإقليم الإيطالي لومبارديا، تبعد حوالي 50 كم شمال شرق ميلانو وحوالي 9 كم شرق بيرغامو.
تورّي دي روفيري تحد البلديات التالية: ألبانو سانت أليساندرو، بيدرينغو، سان باولو دارغون، سكاتزوروسيت.